# Venus de Lespugue

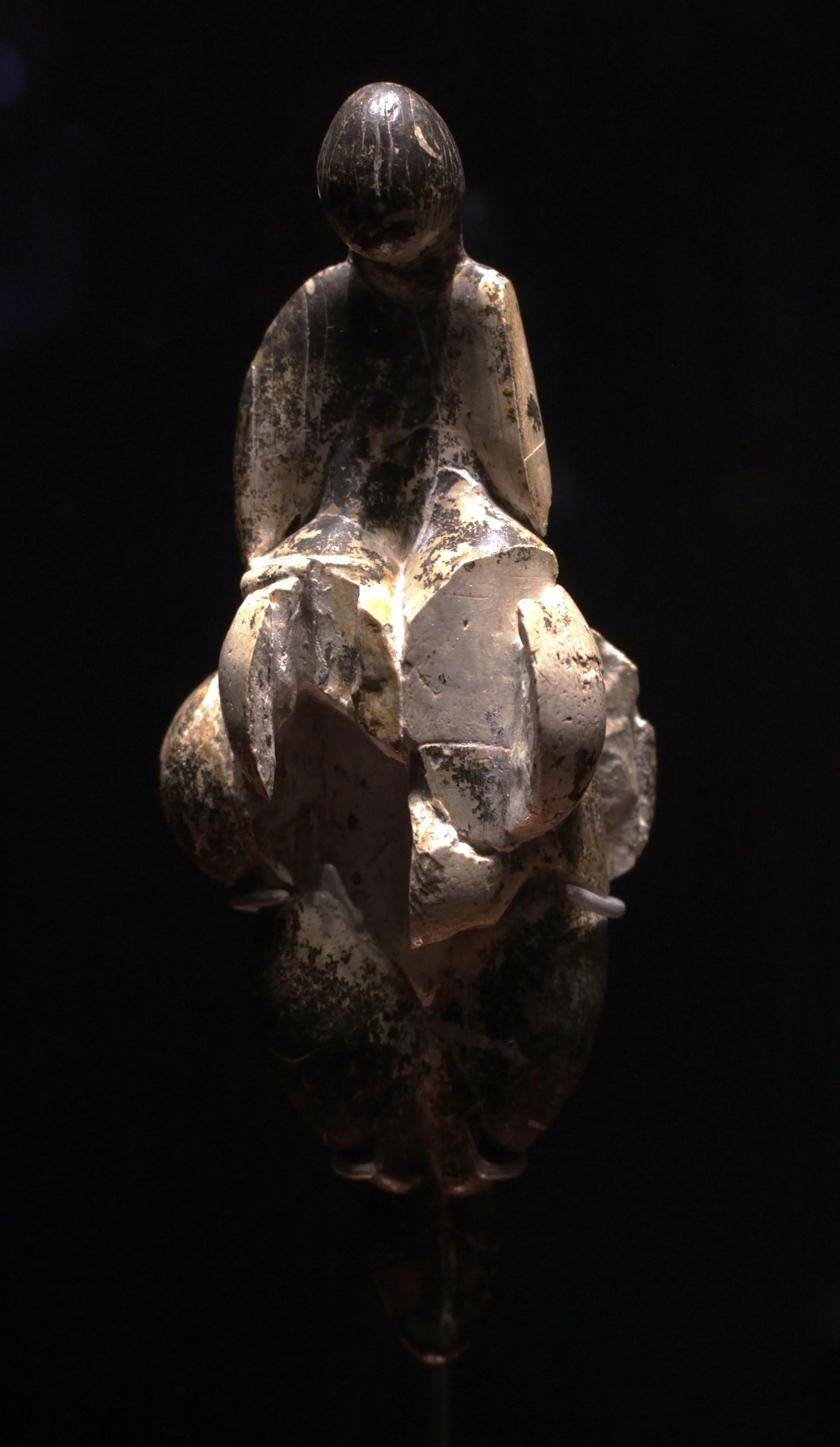
Venus de Lespugue
(M.H., dép. Anthropologie, n.º 38-189)

La Venus de Lespugue es una estatuilla de marfil de 14,7 cm, considerada una de las más célebres de las denominadas venus paleolíticas. Fue descubierta por René de Saint-Périer.

## Contexto arqueológico
Fue descubierta en 1922 por  R. de Saint-Périer en la  «Cueva de Rideaux», en Lespugue, una localidad del distrito de Saint-Gaudens, en el Alto Garona (Francia). A punto de concluir la excavación, el último golpe de piqueta sacó a la luz la estatuilla, pero también la dañó irremediablemente.
Al contrario de otras obras análogas, ésta fue descubierta en un contexto arqueológico preciso, gracias a que la excavación fue presuntamente más cuidadosa. En efecto, la estatuilla apareció acompañada por una industria lítica y ósea claramente Gravetiense (buriles de Noailles, azagayas de base hendida, alisadores, adornos de hueso…). Anteriormente llamado Perigordiense Superior, ahora Gravetiense Medio con buriles de Noailles se data, gracias a este fósil director, entre 26 000 y 24 000 años de antigüedad.

### Figurillas de Venus Prehistóricas
Formando una categoría especial de escultura prehistórica portátil, estas pequeñas figuras ━talladas en marfil, piedra blanda como la caliza, serpentina o, más raramente, arcilla cerámica━ se han encontrado en toda Europa, desde los Pirineos hasta el lago Baikal, aunque no, misteriosamente, en España, el centro de tantas pinturas rupestres del Paleolítico. Unas pocas ━como la Venus de Hohle Fels (35.500 a. C.) y la Venus de Galgenberg (30.000 a. C.)━ fueron talladas durante la época del Arte Auriñaciense, pero la mayoría fueron esculpidas durante el Periodo Gravetiense.
Las venus más famosas del Gravetiense son: la Venus de Dolni Vestonice (26.000 a. C.), la Venus de Monpazier (25.000 a. C.) – la Venus de Willendorf (c.25.000 a. C.), la Venus de Savignano (24.000 a. C.) y la Venus en bajorrelieve de Laussel (c.23.000 a. C.), la Venus de Kostenky (22.000 a. C.), la Venus de Gagarino (20.000 a. C.), las Venus de Avdeevo (20.000 a. C.), las Venus de Mal’ta (20.000 a. C.) y las Venus de Zaraysk (20.000 a. C.).
En la época Magdaleniense se tallaron algunas estatuillas, como la Venus de Eliseevichi (14.000 a. C.), la Venus de Engen (13.000 a. C.) y la Venus de Monruz-Neuchatel (10.000 a. C.).

## Descripción
La estatuilla es de marfil de mamut y mide, según la reconstrucción, 14,7 cm de alto, 60 mm de ancho y 36 mm de grosor. Fue rota durante su descubrimiento en 1922. 
La forma general corresponde a los cánones establecidos por A. Leroi-Gourhan: los senos, el vientre y las caderas se inscriben en un círculo alrededor del cual un rombo incluye la cabeza y las piernas. La ley de la frontalidad  (impide la flexión lateral de las representaciones de los cuerpos si están figurados en esculturas aisladas, lo que hace que tales esculturas sean altamente simétricas (con simetría bilateral según su eje vertical).
La cabeza es pequeña y ovoide, sin detalles anatómicos. Lleva unas rayas más o menos paralelas que se interpretan como una figuración de la melena. Los senos y las caderas son muy voluminosos, prácticamente esféricos (cf. esteatopigia). Las piernas son cortas y terminan en unos esbozos de pies.
En la parte trasera hay una serie de estrías longitudinales paralelas que empieza con un trazo horizontal bajo las nalgas. Estos elementos son objetos de numerosas interpretaciones que se refieren tal vez a un ropaje tipo paño.

## Conservación
La Venus de Lespugue se expone en el Museo del Hombre de París (M.H., dép. Anthropologie, no 38-189).